# Secusio postmedialis
Secusio postmedialis là một loài bướm đêm thuộc phân họ Arctiinae, họ Erebidae.